# Línea 1 del Tren Eléctrico Urbano de Guadalajara
La Línea 1 del Tren Eléctrico Urbano de Guadalajara es la más antigua del Sistema de Tren Eléctrico Urbano. Dicha línea esta en servicio desde el 1 de septiembre de 1989.
La infraestructura vial de esta línea comenzó a ser construida en 1974, y fue concluida en 1976, con la intención de implementar un sistema de transporte público metropolitano y ferroviario en Guadalajara. Dicho sistema no se concretó por desvío de recursos federales, lo cual llevó a la implementación alternativa de líneas de trolebuses eléctricos. 
En 1982 se construyó el paso a desnivel en el cruce de la Avenida Colón con la Calzada Lázaro Cárdenas y fue concluida en 1984 (para la ampliación del Trolebús de Guadalajara) hacia la Avenida Miguel López de Legaspi, y se inició su pre-construcción en 1988 ampliándola de periférico a periférico, y fue concluida en febrero de 1989, para luego ser inaugurada en el mes de septiembre del mismo año. La inauguración fue encabezada por el entonces gobernador de Jalisco Guillermo Cosío Vidaurri, y por el entonces presidente de México Carlos Salinas de Gortari.
Anteriormente su color distintivo era el azul, pero tras la remodelación de las estaciones (llevada a cabo del año 2014 al año 2018) su color distintivo es el rojo.
| Última ampliación    | 22 de noviembre de 2018           |
| Material rodante     | TEG-90, TEG-15                    |
| Andenes              | 90 m                              |
| Municipios cubiertos | Guadalajara, Zapopan, Tlaquepaque |

## Historia

### Primer proyecto de metro en Guadalajara

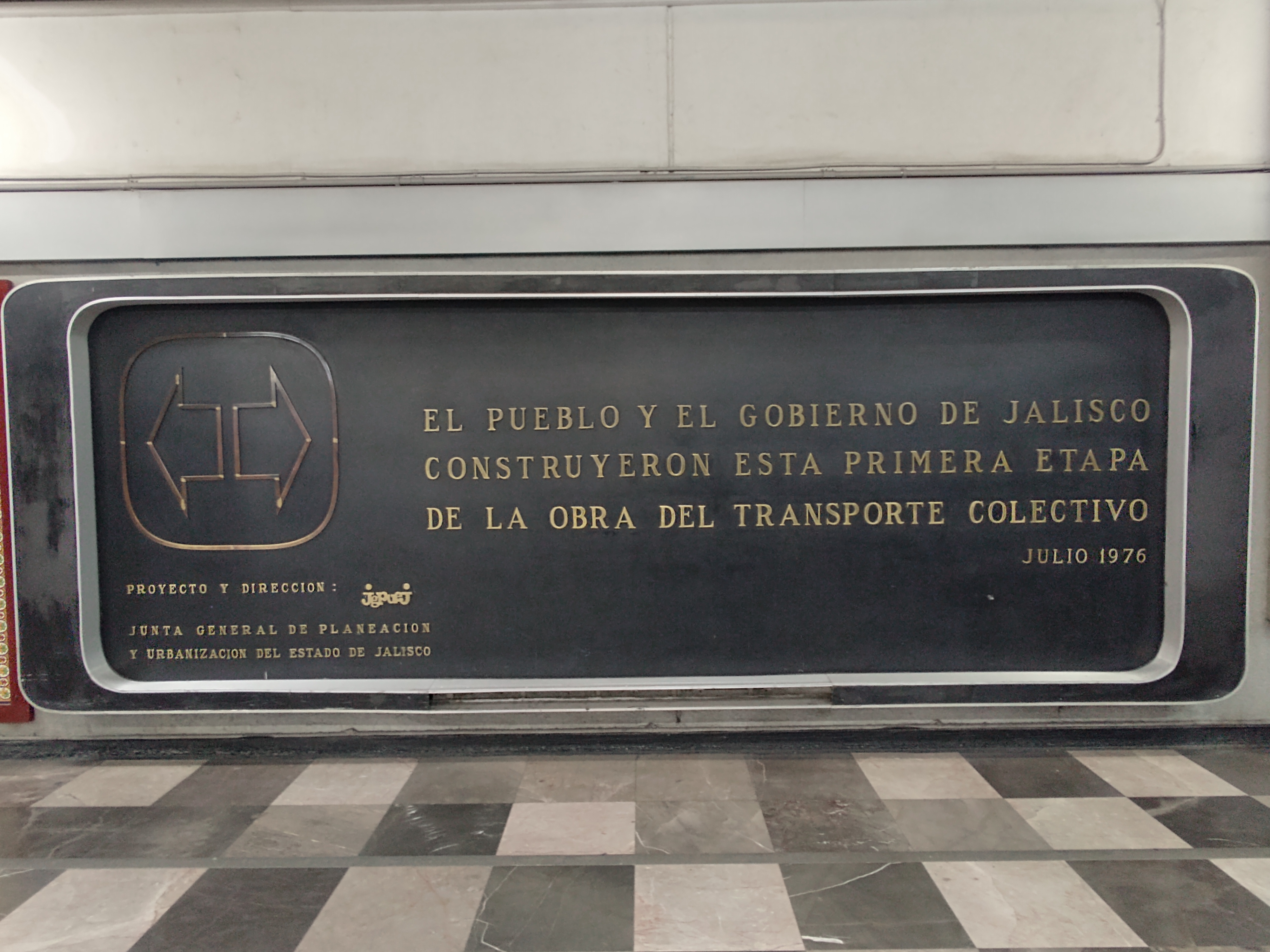
Placa de la inauguración del túnel para el transporte masivo.

En el año de 1973, la ciudad enfrentaba ya serios problemas en cuanto a transporte público, se habían rebasado los dos millones de habitantes, habían pasado más de treinta años sin tranvías y solo operaba el mismo monopolio camionero, que, por intereses particulares, provocó el fin de la circulación del tranvía en la década de 1940.
Se planeó introducir un metro a Guadalajara, trazándose tres líneas y se decide comenzar con la primera. Sin embargo, no había ninguna vialidad lo suficientemente amplia para que ésta pasara, y en el centro de la ciudad la mayoría de las calles eran muy angostas y necesariamente debía pasar por ahí.
Desaparecieron las calles Moro y Escobedo, junto a cientos de casas y se crea la Calzada del Federalismo en la cual comienza a construirse el túnel que albergará al metro. Sin embargo, se presentó un problema: el templo de Nuestra Señora del Refugio estorbaba, se planea derribarlo para construir ahí la estación, pero los feligreses impiden su derribo y la estación es ubicada unos metros adelante del templo, quedándose este en el camellón al centro de la avenida.

### La red de trolebús

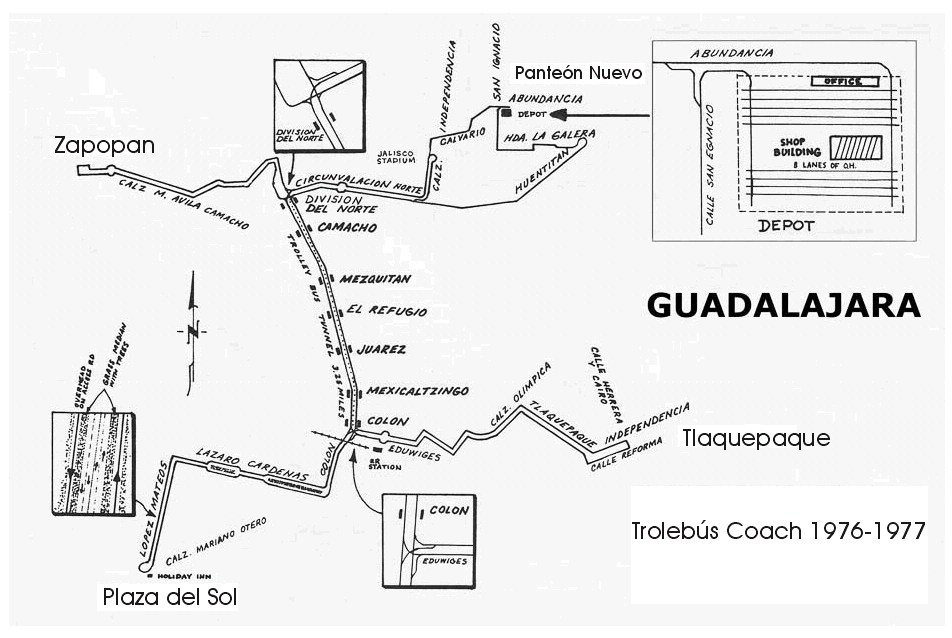
Red del trolebús en 1976.

Para el año de 1974 el túnel para el metro presentaba ya significativos avances. Sin embargo, por falta de presupuesto, se decidió introducir trolebuses, siendo compradas 100 unidades Marmon-Herrington modelo 1958 a la CTA de Chicago, los cuales fueron rehabilitados entre 1975 y 1976.
Finalmente en octubre de 1976, se inauguraron 2 rutas de trolebús, que usaban parte del túnel de 6.6 km construido para el metro, con 5 estaciones subterráneas y 2 superficiales.

### Nuevos intentos para construir un sistema de transporte masivo
En 1978 se presentó el proyecto para la introducción de un tren eléctrico como metro o premetro para la ciudad de Guadalajara.
El 18 de julio de 1980, se presentó un estudio técnico sobre el funcionamiento del premetro en Guadalajara ante el Secretario de Programación y Presupuesto, que junto con Secretaría de Hacienda y Crédito Público integró una comisión para el análisis del proyecto.
En 1985 se presentó nuevamente el proyecto para la introducción de un tren eléctrico para la ciudad, concretándose el proyecto en 1988.
El 14 de febrero de 1986, el gobernador del estado Enrique Álvarez del Castillo decidió ampliar un 70% el sistema de trolebuses, con lo que este programa sustituiría al proyecto del tren eléctrico, por ser incosteable.

### Se concreta el proyecto

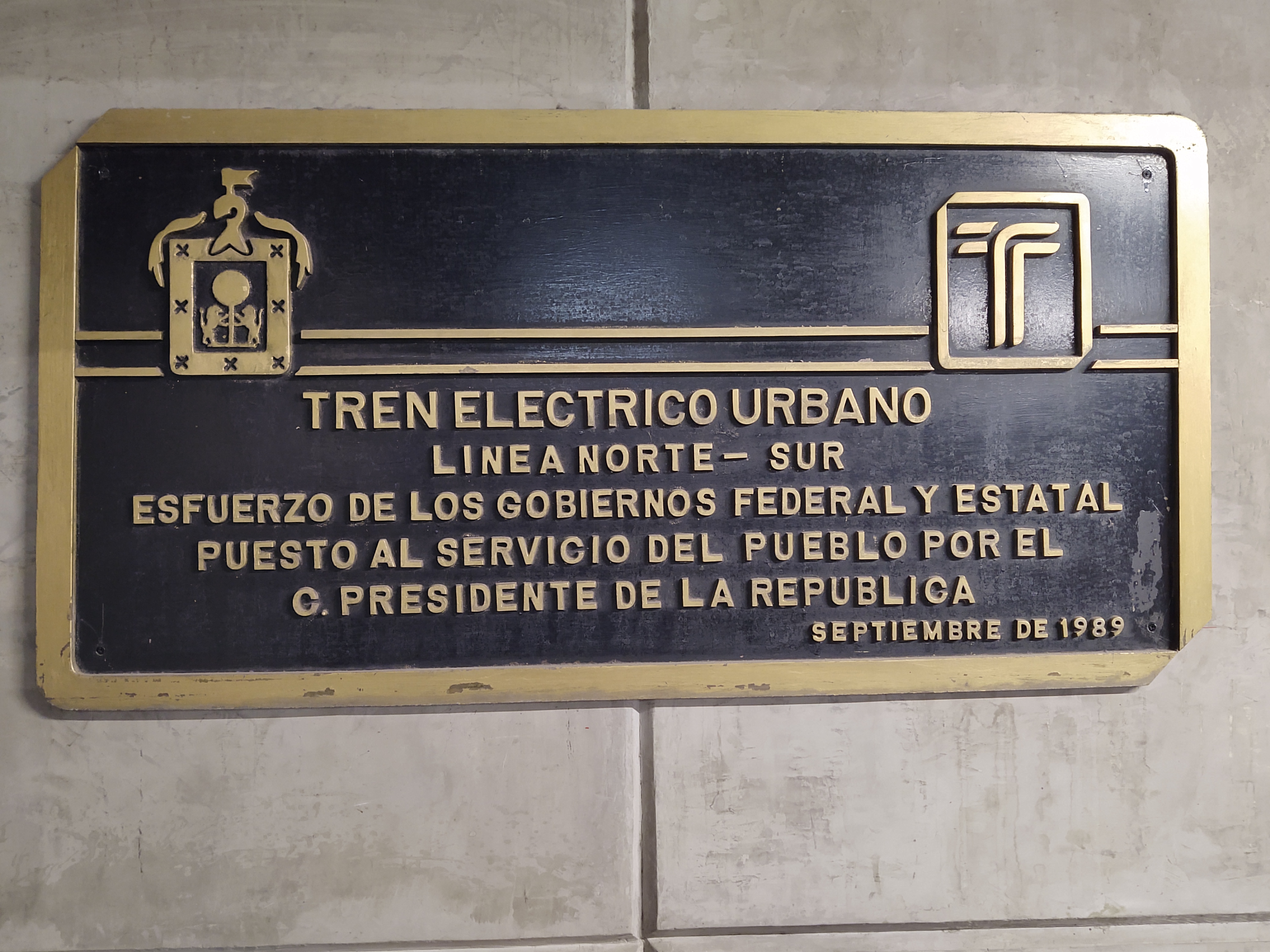
Placa de inauguración de la primera línea de tren de pasajeros de la ciudad de Guadalajara.

Después de no recibir presupuesto Federal para el financiamiento de las obras; el Gobierno del Estado de Jalisco consiguió recursos mediante deuda pública; para que el 7 de marzo de 1988, comenzaran a ser retirados los trolebuses del túnel para iniciar las obras del metro, con lo que se modificarían las rutas de trolebuses existentes en aquel entonces, e inicia su decadencia hasta casi desaparecer. Se planeó que en octubre de ese mismo año fuera inaugurado.
La empresa mexicana Concarril fue la encargada de fabricar los trenes modelo TLG-88 (Tren Ligero Guadalajara 1988). Las primeras unidades llegaron en agosto y casi de inmediato empezó a realizar pruebas en los tramos terminados. Se entregaron 16 unidades.
El mes de octubre llegó, pero las obras solo presentaban poco más del 50% de avance (desde Periférico Norte hasta Washington).
En enero de 1989 se tenía ya terminado el tramo entre las estaciones Santa Filomena y Periférico Sur, por lo que se hizo una preinauguración, la cual solo prestó servicio gratuito durante unos cuantos días debido a dificultades técnicas.
El 4 de febrero de 1989, estaban en proceso de remodelación las 6 estaciones subterráneas pertenecientes al sistema de trolebús, para adaptarlas a la construcción del metro. Así mismo, fueron demolidas dos estaciones superficiales (División del Norte y Colón) para reconstruirlas como subterráneas, aunque la estación Colón fue renombrada como Washington.
El 11 de marzo de 1989, el gobernador del estado Guillermo Cosío Vidaurri anunció un plan futuro para el metro, que consistía en construir 4 líneas más con lo que se conformaría una red de 85 km.
Finalmente el 1 de septiembre de 1989 es inaugurada la Línea 1, con 15.5 km de extensión y 19 estaciones, 12 superficiales y 7 subterráneas.

## Estaciones
La línea 1 tenía 19 estaciones (12 superficiales en 2 tramos y 7 subterráneas) cuando fue inaugurada, pero tras la inauguración de la estación Auditorio, la línea ahora tiene 20 estaciones (11 superficiales en 2 tramos, 8 subterráneas en 2 tramos y 1 en trinchera). Las estaciones son descritas en la siguiente tabla.
| Logo | Nombre                           | Inauguración            | Municipio   | Conexión | Tipo        | Distancia a sig. estación | Coordenadas                                             |
| ---- | -------------------------------- | ----------------------- | ----------- | -------- | ----------- | ------------------------- | ------------------------------------------------------- |
|      | Auditorio                        | 22 de noviembre de 2018 | Zapopan     | -        | Subterránea | 550 m                     | 20°44′10.7″N 103°21′00.6″O / 20.736306, -103.350167     |
|      | Periférico Norte                 | 1 de septiembre de 1989 | Zapopan     |          | Trinchera   | 1300 m                    | 20°43′51.8″N 103°21′7.64″O / 20.731056, -103.3521222    |
|      | Dermatológico                    | 1 de septiembre de 1989 | Zapopan     | -        | Superficial | 700 m                     | 20°43′15.33″N 103°21′11.97″O / 20.7209250, -103.3533250 |
|      | Atemajac                         | 1 de septiembre de 1989 | Zapopan     | -        | Superficial | 900 m                     | 20°42′57.79″N 103°21′15.75″O / 20.7160528, -103.3543750 |
|      | División del Norte               | 1 de septiembre de 1989 | Guadalajara | -        | Subterránea | 1000 m                    | 20°42′27.65″N 103°21′19.66″O / 20.7076806, -103.3554611 |
|      | Ávila Camacho                    | 1 de septiembre de 1989 | Guadalajara |          | Subterránea | 800 m                     | 20°41′54.98″N 103°21′17.85″O / 20.6986056, -103.3549583 |
|      | Mezquitán                        | 1 de septiembre de 1989 | Guadalajara | -        | Subterránea | 1100 m                    | 20°41′29.32″N 103°21′14.05″O / 20.6914778, -103.3539028 |
|      | Refugio                          | 1 de septiembre de 1989 | Guadalajara | -        | Subterránea | 1000 m                    | 20°40′55.98″N 103°21′14.63″O / 20.6822167, -103.3540639 |
|      | Juárez                           | 1 de septiembre de 1989 | Guadalajara |          | Subterránea | 900 m                     | 20°40′29.51″N 103°21′16.99″O / 20.6748639, -103.3547194 |
|      | Mexicaltzingo                    | 1 de septiembre de 1989 | Guadalajara | -        | Subterránea | 1100 m                    | 20°40′0.92″N 103°21′19.29″O / 20.6669222, -103.3553583  |
|      | Washington                       | 1 de septiembre de 1989 | Guadalajara | -        | Subterránea | 1000 m                    | 20°39′39.65″N 103°21′26.79″O / 20.6610139, -103.3574417 |
|      | Santa Filomena                   | 1 de septiembre de 1989 | Guadalajara | -        | Superficial | 1000 m                    | 20°39′15.48″N 103°21′49.1″O / 20.6543000, -103.363639   |
|      | Unidad Deportiva                 | 1 de septiembre de 1989 | Guadalajara | -        | Superficial | 1000 m                    | 20°38′50.53″N 103°22′8.88″O / 20.6473694, -103.3691333  |
|      | Urdaneta                         | 1 de septiembre de 1989 | Guadalajara | -        | Superficial | 700 m                     | 20°38′35.48″N 103°22′21.58″O / 20.6431889, -103.3726611 |
|      | 18 de Marzo                      | 1 de septiembre de 1989 | Guadalajara | -        | Superficial | 700 m                     | 20°38′17.51″N 103°22′36.8″O / 20.6381972, -103.376889   |
|      | Isla Raza                        | 1 de septiembre de 1989 | Guadalajara | -        | Superficial | 600 m                     | 20°37′58.15″N 103°22′49.93″O / 20.6328194, -103.3805361 |
|      | Patria                           | 1 de septiembre de 1989 | Guadalajara | -        | Superficial | 850 m                     | 20°37′36.57″N 103°23′5.74″O / 20.6268250, -103.3849278  |
|      | España                           | 1 de septiembre de 1989 | Guadalajara | -        | Superficial | 1200 m                    | 20°37′17.17″N 103°23′21.61″O / 20.6214361, -103.3893361 |
|      | Santuario Mártires de Cristo Rey | 1 de septiembre de 1989 | Guadalajara | -        | Superficial | 900 m                     | 20°36′49.55″N 103°23′44.36″O / 20.6137639, -103.3956556 |
|      | Periférico Sur                   | 1 de septiembre de 1989 | Tlaquepaque |          | Superficial | 0 m                       | 20°36′26.36″N 103°24′3.24″O / 20.6073222, -103.4009000  |

## Ampliaciones y renovaciones
Se pretende ampliar la Línea 1 hasta su terminal definitiva en Arroyo Hondo en el tramo norte y hasta su terminal en Arroyo Seco en el tramo sur.

### Plan de ampliación y renovación de la Línea 1
En agosto del 2014 comenzó la expansión de la línea 1 hacia el norte donde se encuentra la nueva terminal: la estación Auditorio, ubicada a 1 km de la estación Periférico Norte. La nueva estación fue inaugurada el 23 de noviembre del 2018. Así mismo, todas las estaciones de la línea han sido remodeladas, comenzando con la estación Urdaneta, la cual fue ampliada anteriormente para un proyecto fallido de línea 3 del tren ligero que conectaría a Tlajomulco de Zúñiga con la línea 1. Con la remodelación, se ampliaron los andenes de todas las estaciones a 90 metros, para recibir convoyes de trenes de tres máquinas, esto con el objetivo de aumentar la capacidad de la línea.

### Plan de ampliación al sur
El 20 de abril de 2023 se informó del proyecto de ampliación de la línea 1 del tren eléctrico hacia el sur en un tramo de 8.8 kilómetros. Esto como resultado de procesos de diálogo ciudadano para mejorar la movilidad en la Avenida López Mateos, lo que derivó en un plan maestro de ordenamiento al sur de la ciudad.
La ampliación consistirá en 9 estaciones nuevas, 2 subterráneas en 1.8 kilómetros, y 7 superficiales en 7 kilómetros. Se estima el costo de la obra en 9 mil 200 MDP, de los cuales, 3 mil 500 serán para la construcción de las estaciones subterráneas, 4 mil 850 serán para la construcción de las estaciones superficiales, y mil millones sean invertidos en la compra de nuevo material rodante. En total, 8 trenes nuevos planean ser adquiridos. La elaboración del proyecto ejecutivo del mismo costará 100 MDP, está actualmente en proceso y se estima que sea terminado a finales del próximo año 2026.
A continuación se presentan las nuevas estaciones:
| Nombre                                             | Municipio            | Conexión                 | Tipo        | Coordenadas                                         |
| -------------------------------------------------- | -------------------- | ------------------------ | ----------- | --------------------------------------------------- |
| Periférico Sur (reconstrucción bajo el Periférico) | Tlaquepaque          |                          | Subterránea | 20°36′24″N 103°24′5.7″O / 20.60667, -103.401583     |
| Santa María Tequepexpan                            | Tlaquepaque          | -                        | Superficial | 20°35′50.4″N 103°24′20.9″O / 20.597333, -103.405806 |
| Parques de Santa María                             | Tlaquepaque          | -                        | Superficial | 20°35′36.1″N 103°24′43″O / 20.593361, -103.41194    |
| Los Cajetes                                        | Tlaquepaque          | -                        | Superficial | 20°35′15.5″N 103°25′10.7″O / 20.587639, -103.419639 |
| La Tijera                                          | Tlaquepaque          | -                        | Superficial | 20°34′43.4″N 103°25′50.3″O / 20.578722, -103.430639 |
| Nueva Galicia                                      | Tlajomulco de Zúñiga | -                        | Superficial | 20°34′19.1″N 103°26′17″O / 20.571972, -103.43806    |
| Punto Sur                                          | Tlajomulco de Zúñiga | -                        | Superficial | 20°33′53.3″N 103°26′42.3″O / 20.564806, -103.445083 |
| Del Pilar                                          | Tlajomulco de Zúñiga | -                        | Superficial | 20°33′32.5″N 103°27′02.2″O / 20.559028, -103.450611 |
| Santa Anita                                        | Tlajomulco de Zúñiga | Troncal López Mateos Sur | Superficial | 20°33′15.7″N 103°27′17.7″O / 20.554361, -103.454917 |

## Accidentes e incidentes
En agosto de 1989, unos días antes de la inauguración presidencial de la Línea 1, una mujer de la tercera edad murió atropellada cerca de la estación Santa Filomena por una unidad del Tren Ligero que hacía pruebas de recorrido sin pasajeros; tras el percance, el conductor abandonó la unidad para darse a la fuga a pie.
El lunes 26 de enero del 2015 se registró un choque entre dos trenes cuando el conductor del vehículo T-06 conducía sin la debida precaución y cuidado, toda vez que contaba con distancia y tiempo para evitar el choque y no frenó a tiempo. Se trató de un alcance entre trenes cuya causa fue un error de comunicación entre los conductores y el despachador.
En marzo de 2015, otra mujer de la tercera edad fue atropellada junto a la estación Santa Filomena. A pesar de que una filmación de seguridad eximía de responsabilidad al conductor de la unidad involucrada, éste no detuvo su marcha tras el percance.
El viernes 7 de septiembre de 2017, poco después de las 11 de la mañana, ocurrió un choque de un camión contra la malla perimetral de las vías, de acuerdo a información proporcionada por autoridades. El incidente tuvo lugar poco después de las 11 de la mañana en el tramo que va de la estación de Patria hacia Isla Raza, en el sentido norte. Al parecer, el chofer del camión de reparto perdió el control porque el vehículo se quedó sin frenos.
El jueves 9 de septiembre de 2021 en la estación Refugio alrededor de las 10:00 de la mañana, un hombre invidente cae a las vías por un descuido. Las personas que esperaban el tren intentaron auxiliarlo, sin embargo, al rescatar su cuerpo se percataron de que el hombre ya había perdido la vida.